# Pterolophia densepunctata
Pterolophia densepunctata là một loài bọ cánh cứng trong họ Cerambycidae.